# Ministère de l'Algérie et des Colonies
Ne doit pas être confondu avec le ministère de l'Algérie.
Le ministère de l'Algérie et des Colonies est un ancien ministère français. Il n'a existé que sous le Second Empire, de 1858 à 1860.

## Histoire
Le 24 juin 1858, Napoléon III, empereur des Français, décrète la création du ministère, formé par la réunion de deux directions : celle des affaires de l'Algérie et celle des colonies, qui relevaient respectivement du ministère de la Guerre et de celui de la Marine. Par le décret de création du ministère, Napoléon III en confie la charge à son cousin germain, Napoléon-Jérôme Bonaparte, prince Napoléon.
Le 31 août 1858, les fonctions de gouverneur général de l'Algérie sont supprimées et ses attributions sont confiées au prince Napoléon.
Celui-ci démissionne et, le 7 mars 1859, Eugène Rouher, ministre de l'Agriculture, du Commerce et des Travaux publics, est chargé, par intérim, du ministère. L'intérim cesse le 24 mars avec la nomination de Prosper de Chasseloup-Laubat.
Le 24 novembre 1860, Napoléon III décrète la suppression du ministère, 2 ans et 5 mois après sa création. À cette date, la direction des Colonies retourne au ministère de la Marine, et le gouvernement de l'Algérie retourne au ministère de la Guerre.
Place est laissée au projet de Napoléon III, après le massacre de Damas (1860) et l'intervention de l'émir Abdelkader en exil, d'un "royaume arabe", assurant « l'égalité parfaite entre indigènes et européens »,.